# Musschenberg
De Musschenberg is een natuurgebied ten zuiden van Kessel-Eik.
Het gebied ligt op een zandrug die met een hoogte van ruim 26 meter ver boven de aangrenzende Maasbedding (17 meter) uitstijgt. Het is hier dat het Afwateringskanaal Meijel-Neer aan de Maas, de vroegere Gekke Graaf die de grens vormde tussen Spaans Opper-Gelre en het Prinsbisdom Luik.
Op de zandrug is veel struikgewas te vinden en dit is rijk aan vogels.
Het gebied is vrij toegankelijk en grenst in het oosten aan de Weerdbeemden.